# جوزيب إيفانشيتش
جوزيب إيفانشيتش (بالكرواتية: Josip Ivančić)‏ هو لاعب كرة قدم كرواتي في مركز الهجوم، ولد في 29 مارس 1991 في Sesvete ‏ في كرواتيا. لعب مع نادي رييكا ونادي شريف تيراسبول ونادي كوبر.

## وصلات خارجية
- جوزيب إيفانشيتش على موقع قاعدة بيانات كرة القدم.إي يو (الإنجليزية)
- جوزيب إيفانشيتش على موقع Soccerway.com (الإنجليزية)
- جوزيب إيفانشيتش على موقع عالم كرة القدم.نت (الإنجليزية)
- جوزيب إيفانشيتش على موقع AS.com (الإسبانية)